# Hamburger
Pour les articles homonymes, voir Hamburger (homonymie).
Un hamburger, ou par aphérèse burger, est un sandwich d'origine allemande, composé de deux pains de forme ronde (bun) généralement garnis d'une galette de steak haché (généralement du bœuf) et de crudités, salade, tomate, oignon, cornichon (pickles) ainsi que de sauce.
Ce plat célèbre dans le monde entier est, depuis les années 1950, un des emblèmes de la culture et de la cuisine américaines, ainsi que de la restauration rapide (avec les sandwichs, sandwichs américains, hot-dogs, pizzas, etc.).

## Étymologie
« Hamburger » fait référence à la ville de Hambourg, en Allemagne. Il n'existe aucun rapport étymologique entre le hamburger et le jambon (en anglais : ham), puisque le nom de la ville de Hambourg a une étymologie différente. Il est courant en Allemagne de nommer les spécialités culinaires selon leur ville d'origine. Le Berliner (beignet fourré de confiture), la Frankfurter (saucisse) et le Bremer (sorte de pain au poisson dénommé en anglais : fishburger), respectivement originaires de Berlin, Francfort-sur-le-Main et Brême, en sont trois autres exemples.
La recette a probablement été importée aux États-Unis par des immigrés allemands vers le milieu du XIXe siècle. Il s'agissait à l'origine d'un steak servi avec un accompagnement de sauces.
Aujourd'hui, en anglais (du moins en anglais américain), le mot « hamburger » désigne autant le sandwich que le steak haché.

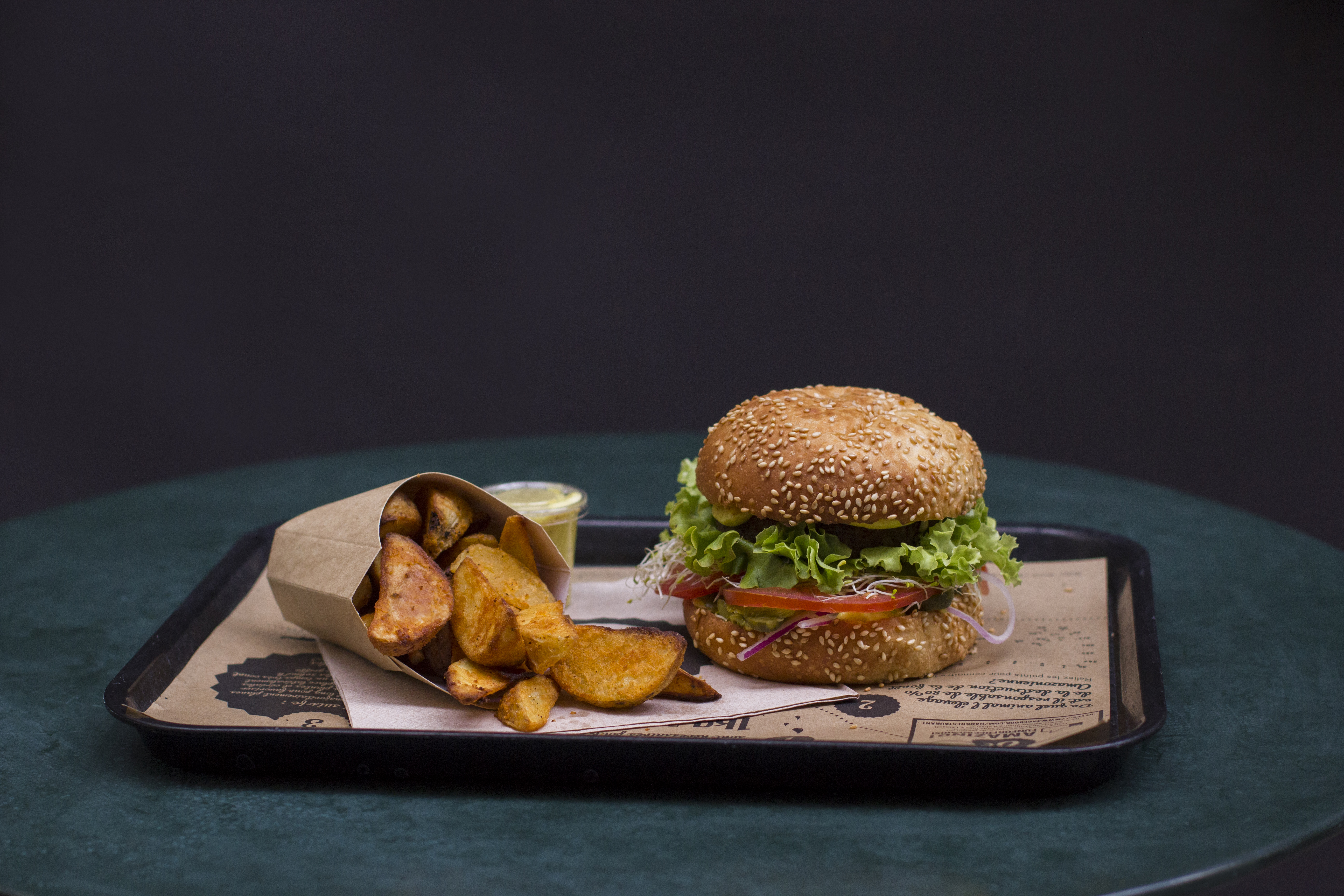
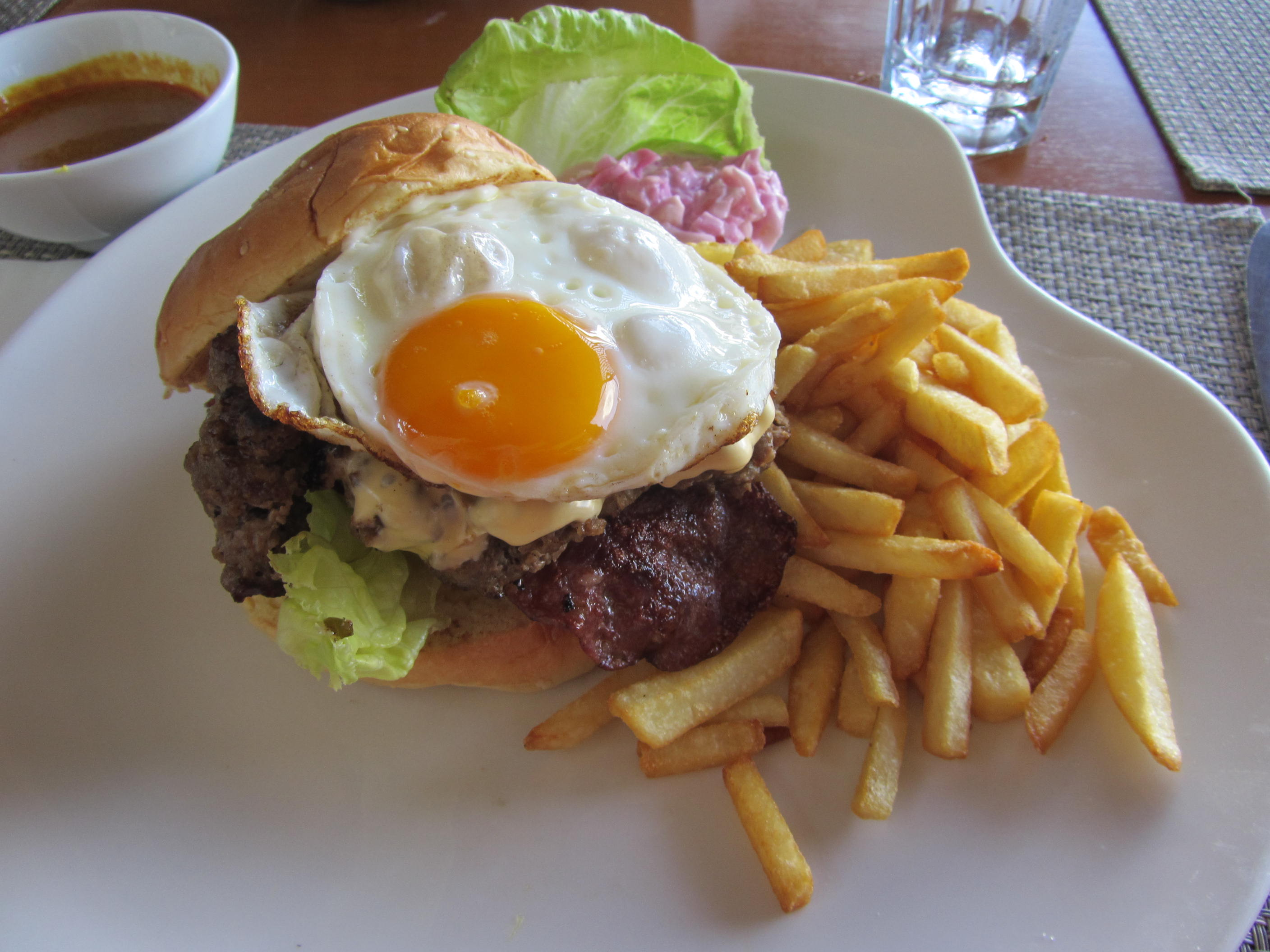
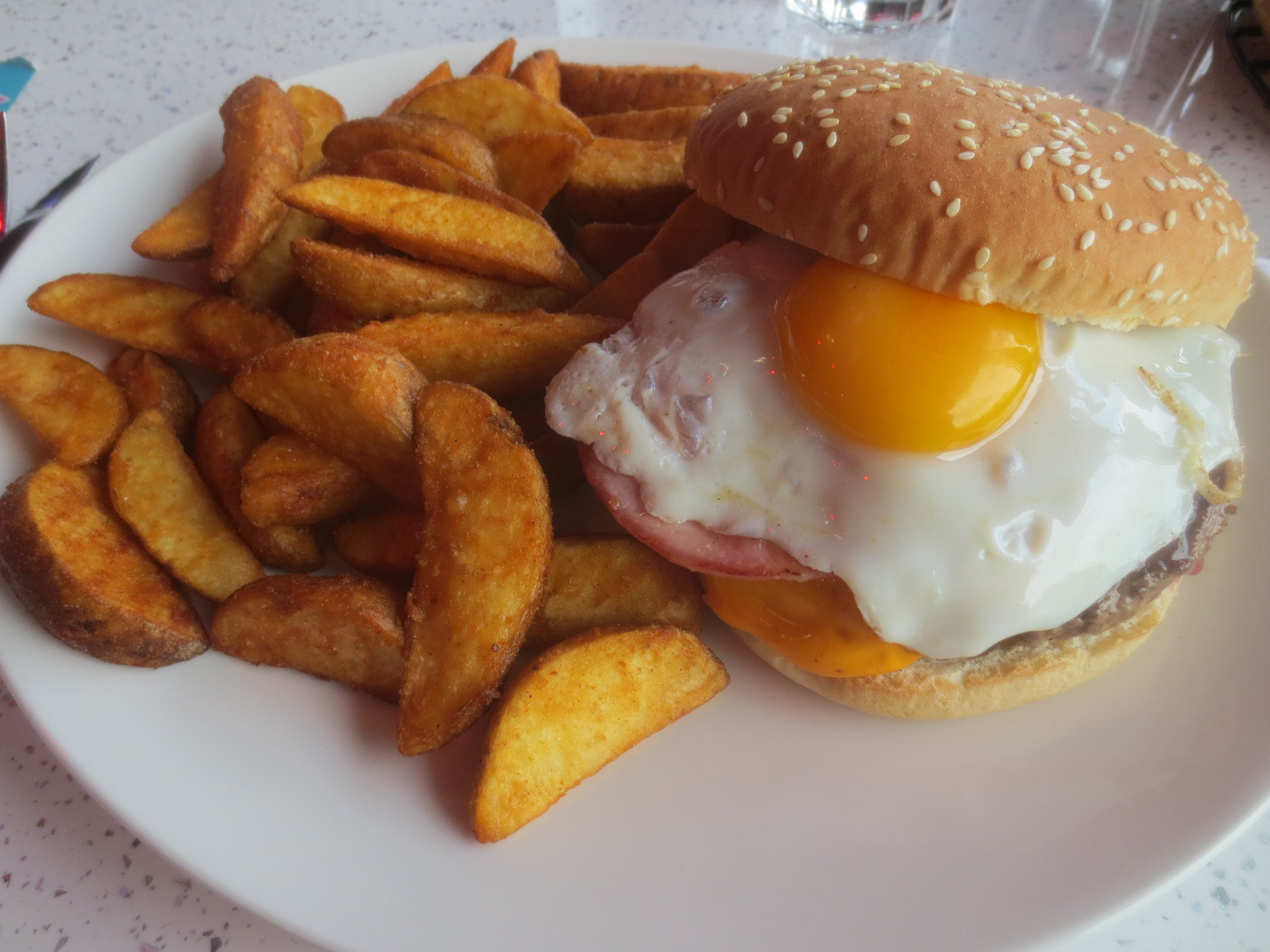
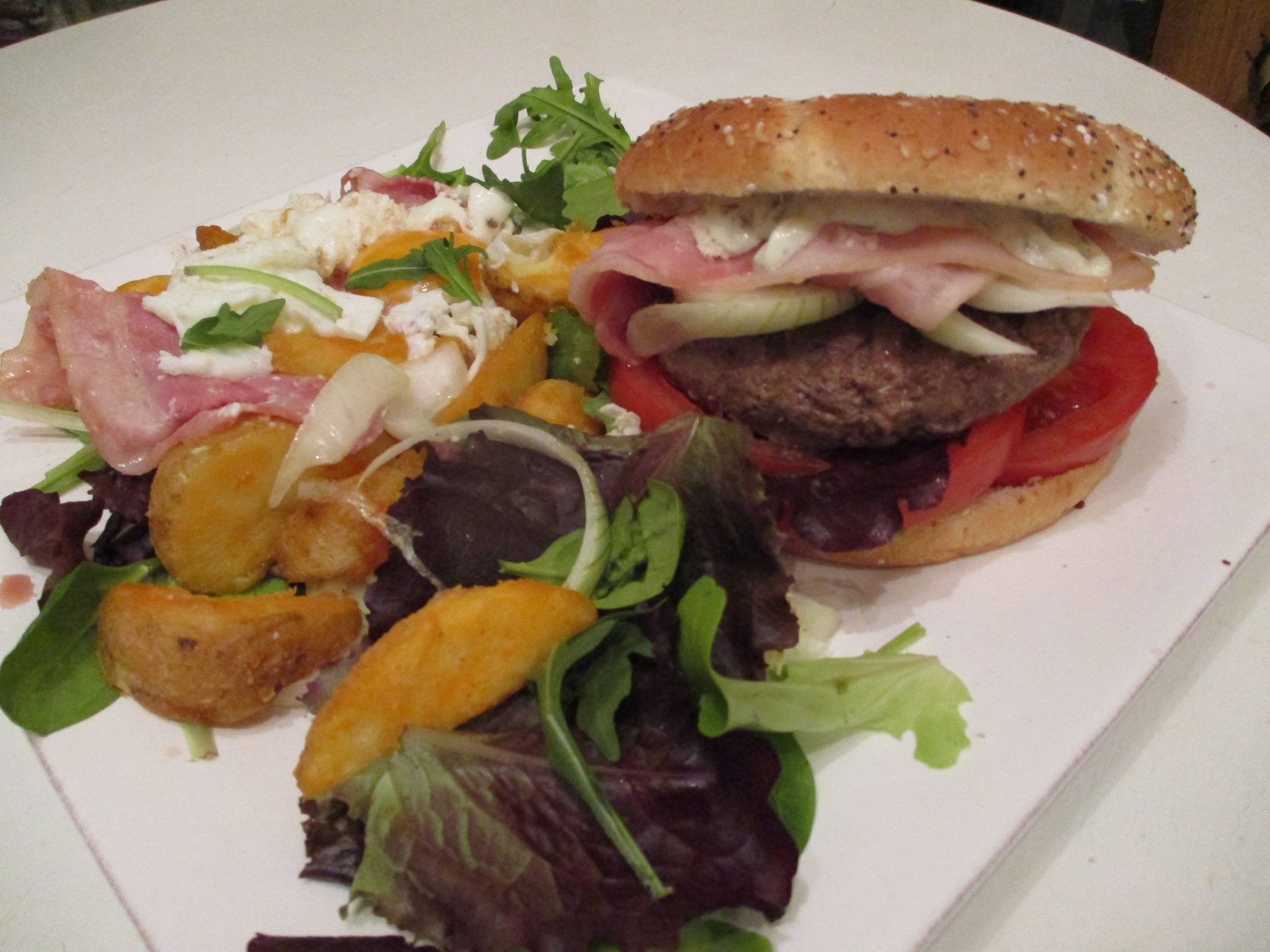

Quelques hamburgers
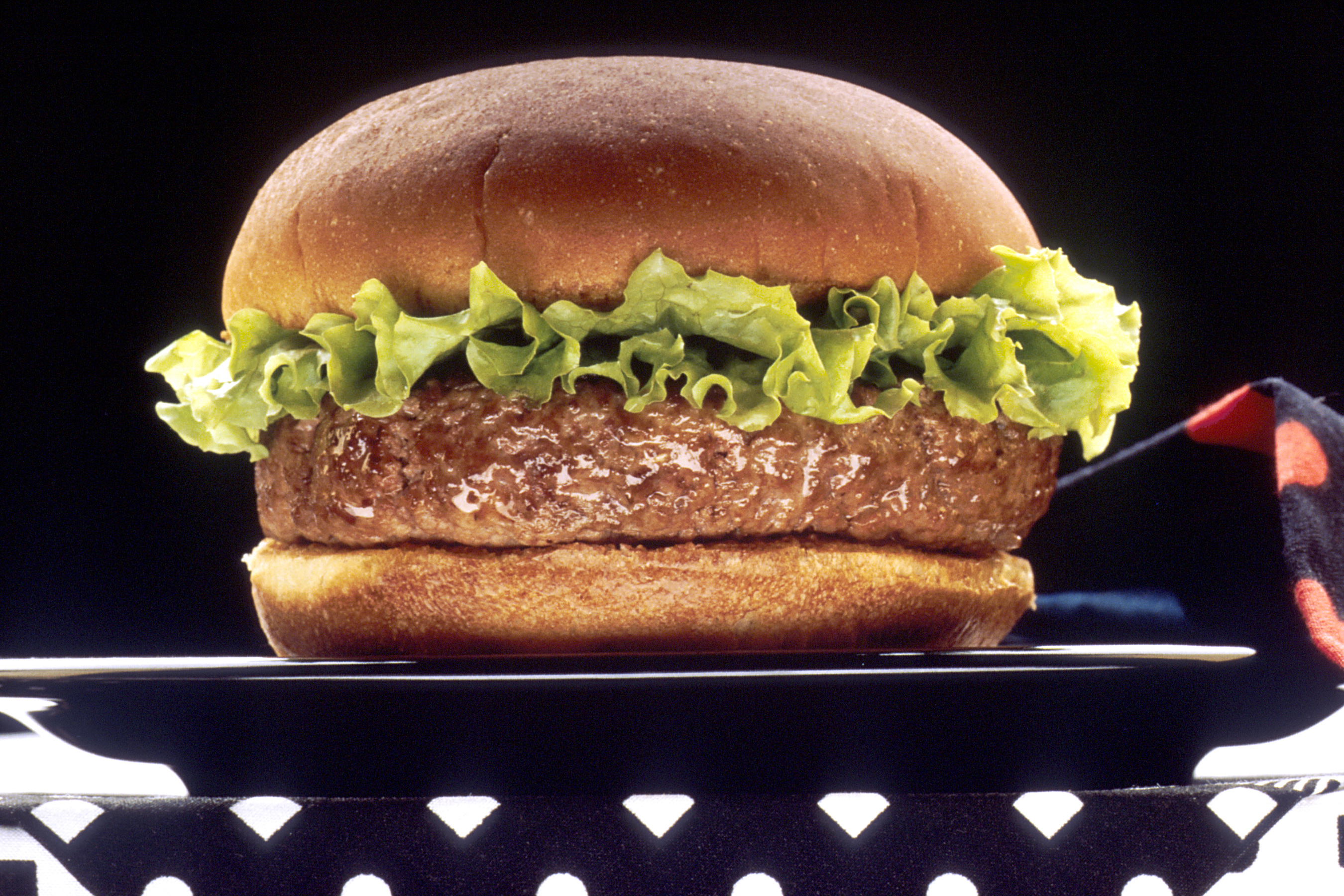
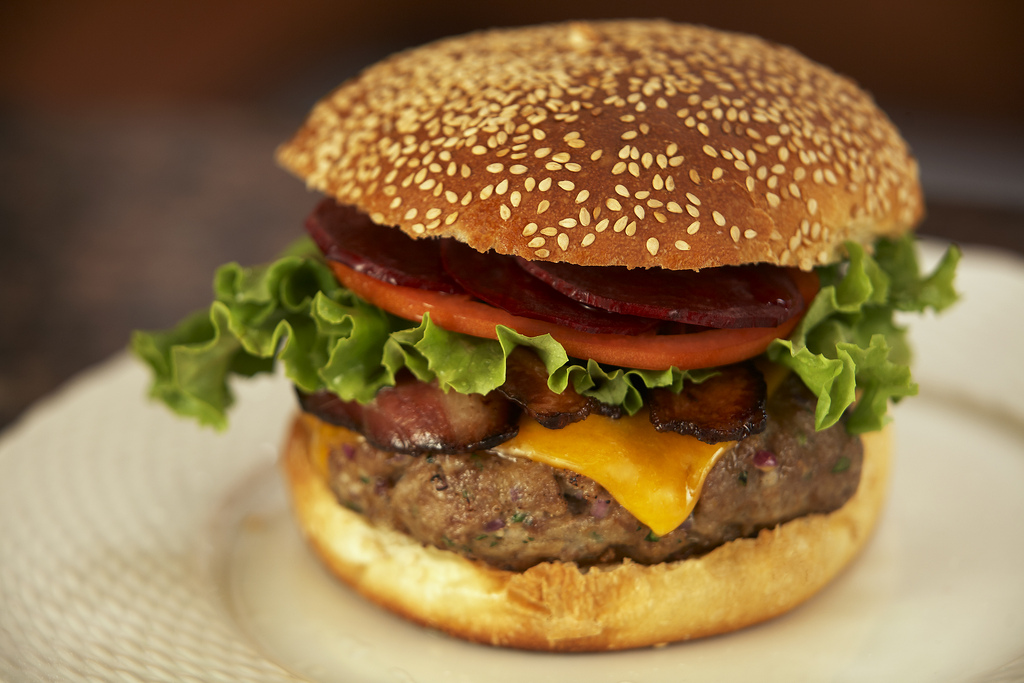
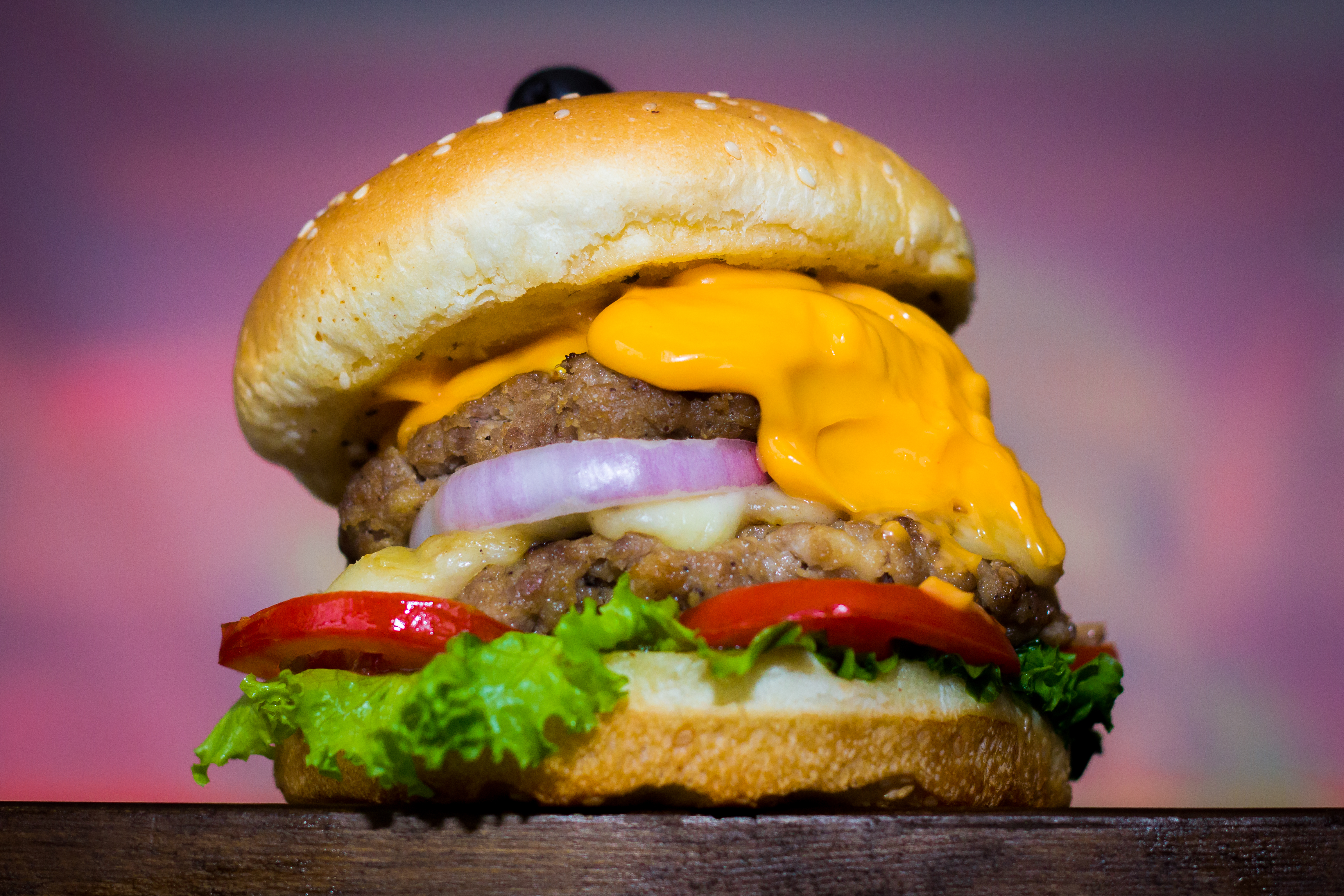
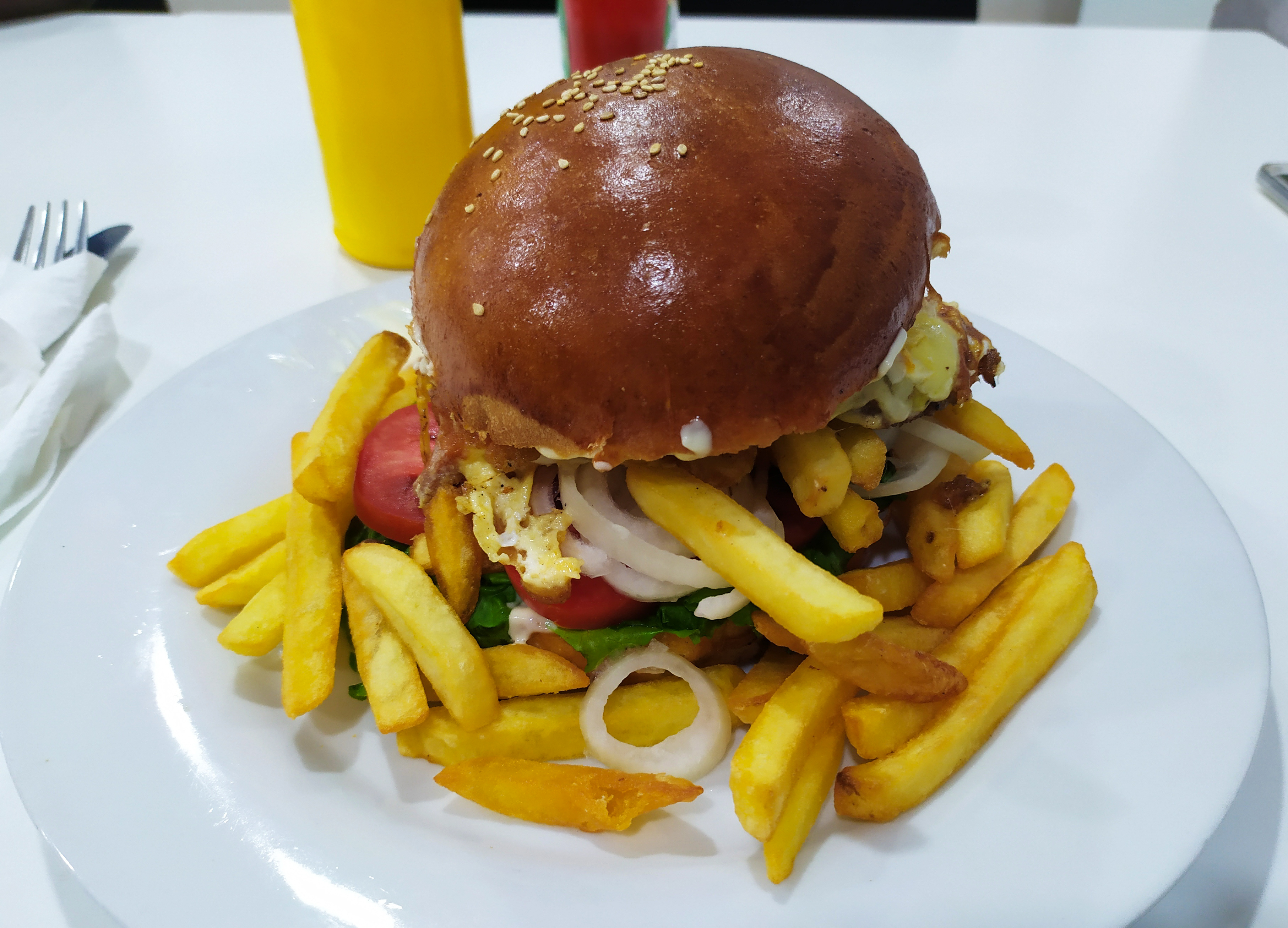

## Historique

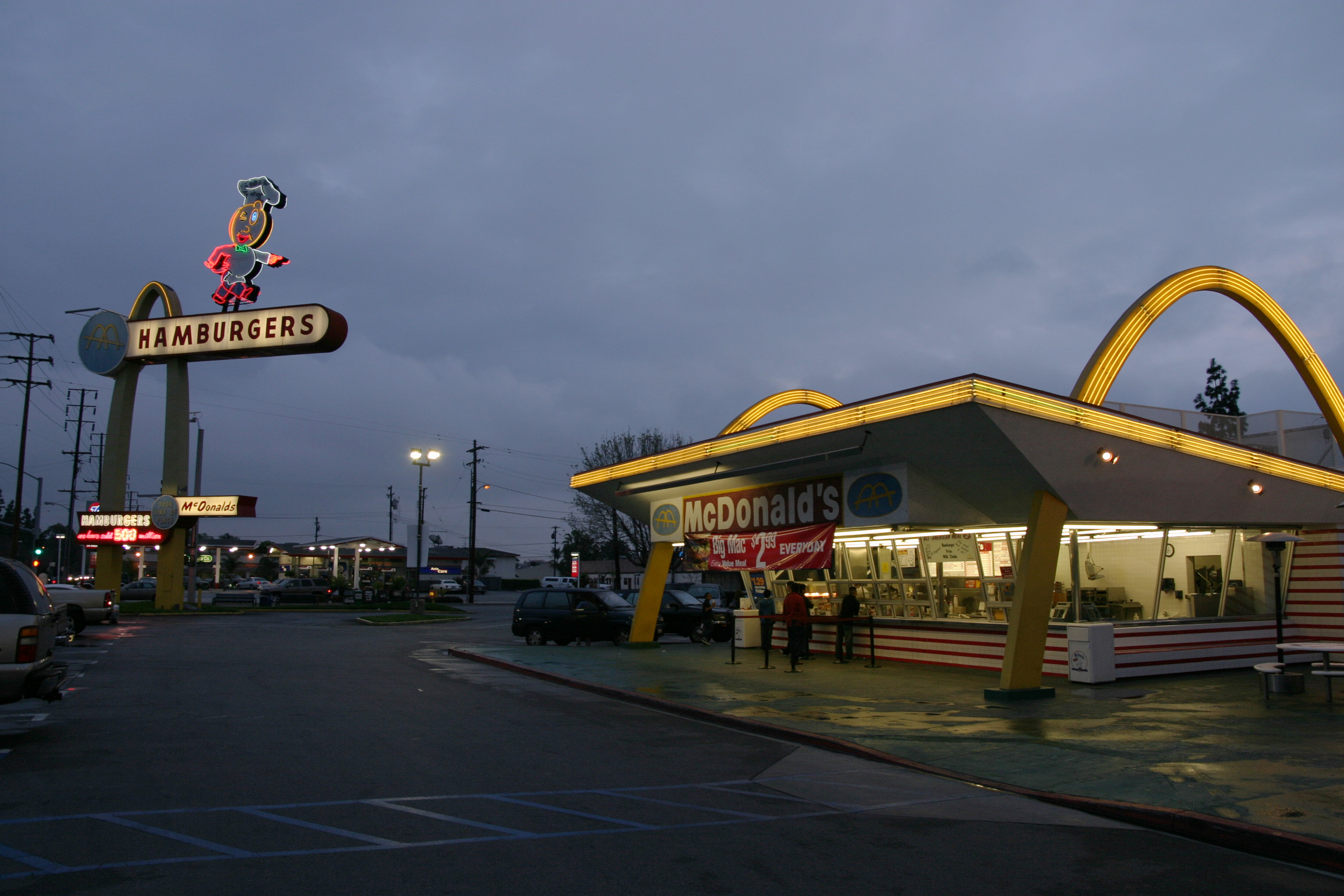
Le plus ancien McDonald's en activité du monde, de 1953, à Downey en Californie (musée McDonald's).

Le hamburger a pour origine le steak de Hambourg, spécialité culinaire notamment servie dans du pain brioché comme plat roboratif des ouvriers dans les cantines allemandes. Ce steak de bœuf haché est le principal plat servi à bord des bateaux de la HAPAG, la ligne maritime qui relie Hambourg à New York. C'est ainsi grâce aux vagues successives de l'immigration européenne sur le Nouveau Monde au XIXe siècle que le hamburger connaît le succès sur le sol américain.[réf. souhaitée] Initialement assurée au coin des rues new-yorkaises par des marchands ambulants, la vente de hamburgers devient très vite, avec l'avènement de la société de consommation, un enjeu économique pour les chaînes de restauration rapide : White Castle la première en 1921, McDonald's des frères Richard et Maurice McDonald en 1952, Burger King en 1954, etc.
Wimpy est la première chaîne de restauration rapide montée en France par Jacques Borel en 1961. N'atteignant pas le succès escompté, elle ferme en 1969. McDonald's souhaite s'installer en France mais ne se voyant aucun avenir au pays de la gastronomie, la marque cède à Raymond Dayan — un homme d'affaires français résidant aux États-Unis — une licence pour trente ans à des conditions très avantageuses. Ce dernier ouvre son premier McDonald's le 30 juin 1972 à Créteil. Devant le succès, le leader du hamburger tente de dénoncer le contrat de franchise. Dayan refuse, mais la firme américaine invoque le non-respect de ses règles d'hygiène pour mettre fin au contrat de franchise et ouvre en pleine bataille judiciaire son premier restaurant à Strasbourg le 17 septembre 1979.

## Présence mondiale
Le hamburger est aujourd'hui connu partout dans le monde, via notamment différentes multinationales américaines et européennes de restauration rapide telles que McDonald's, Burger King ou encore Quick.

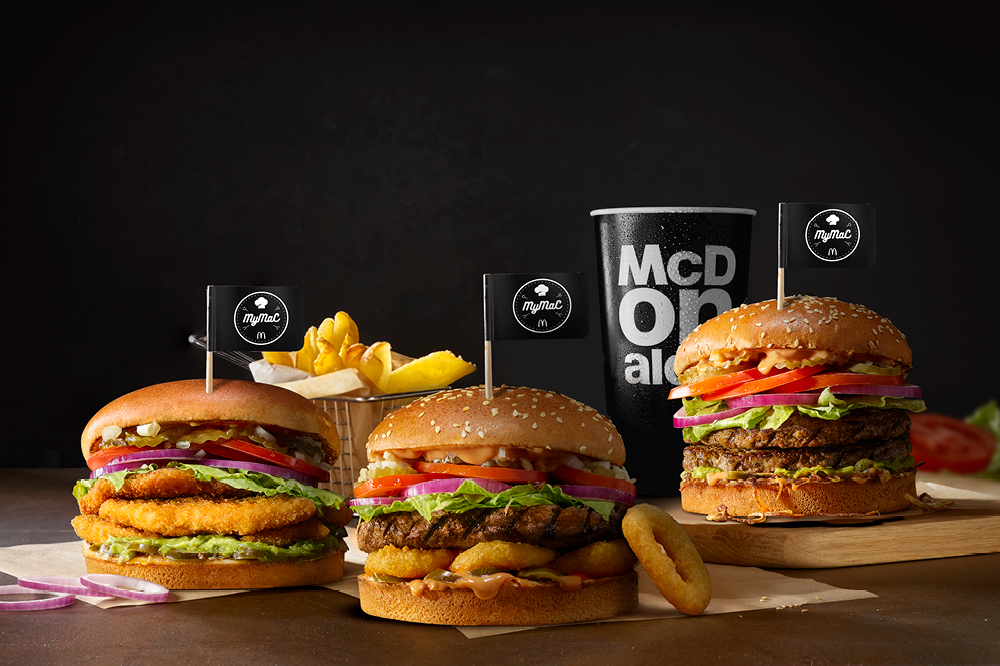
McDonald's.
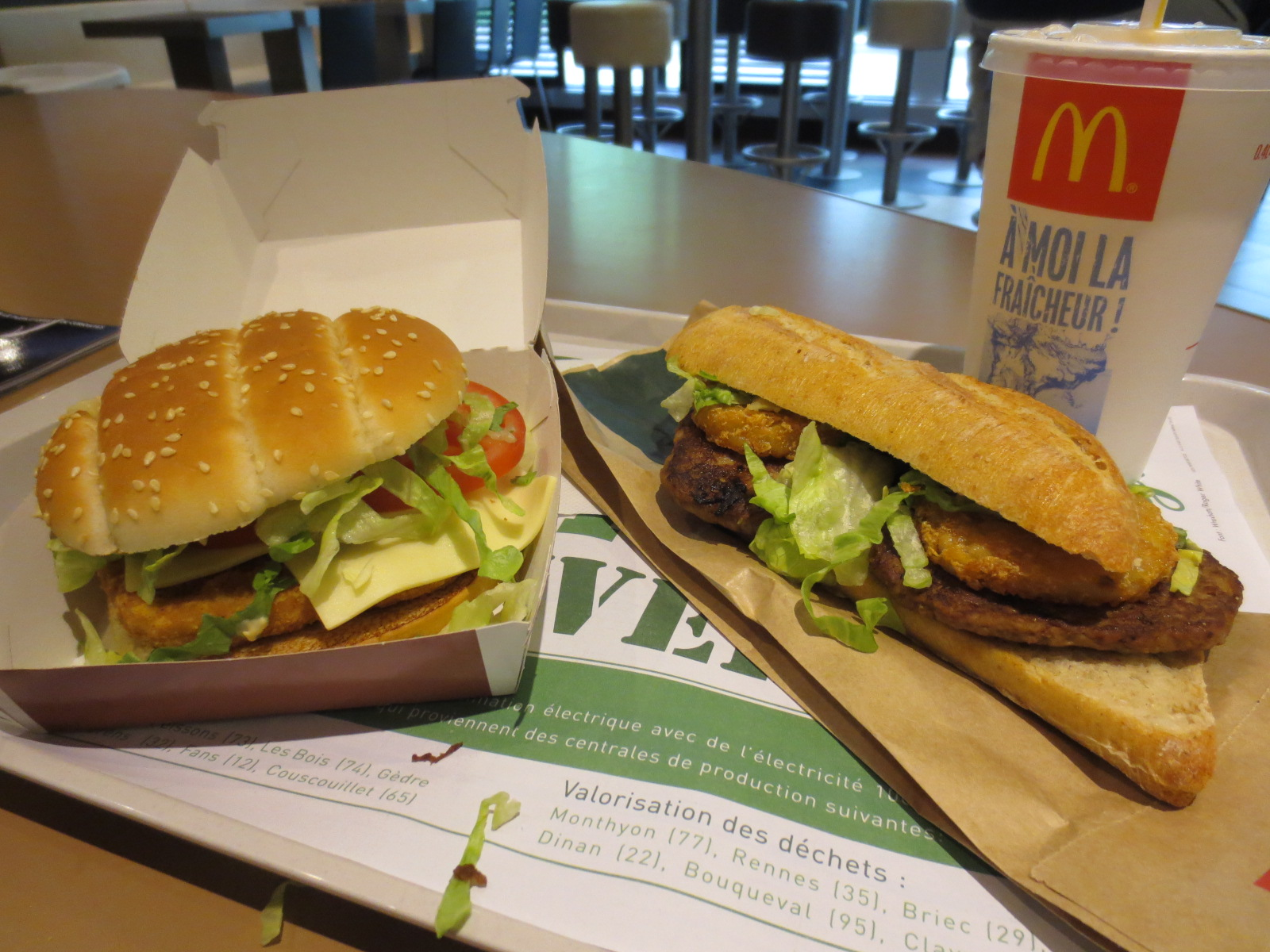
McDonald's.
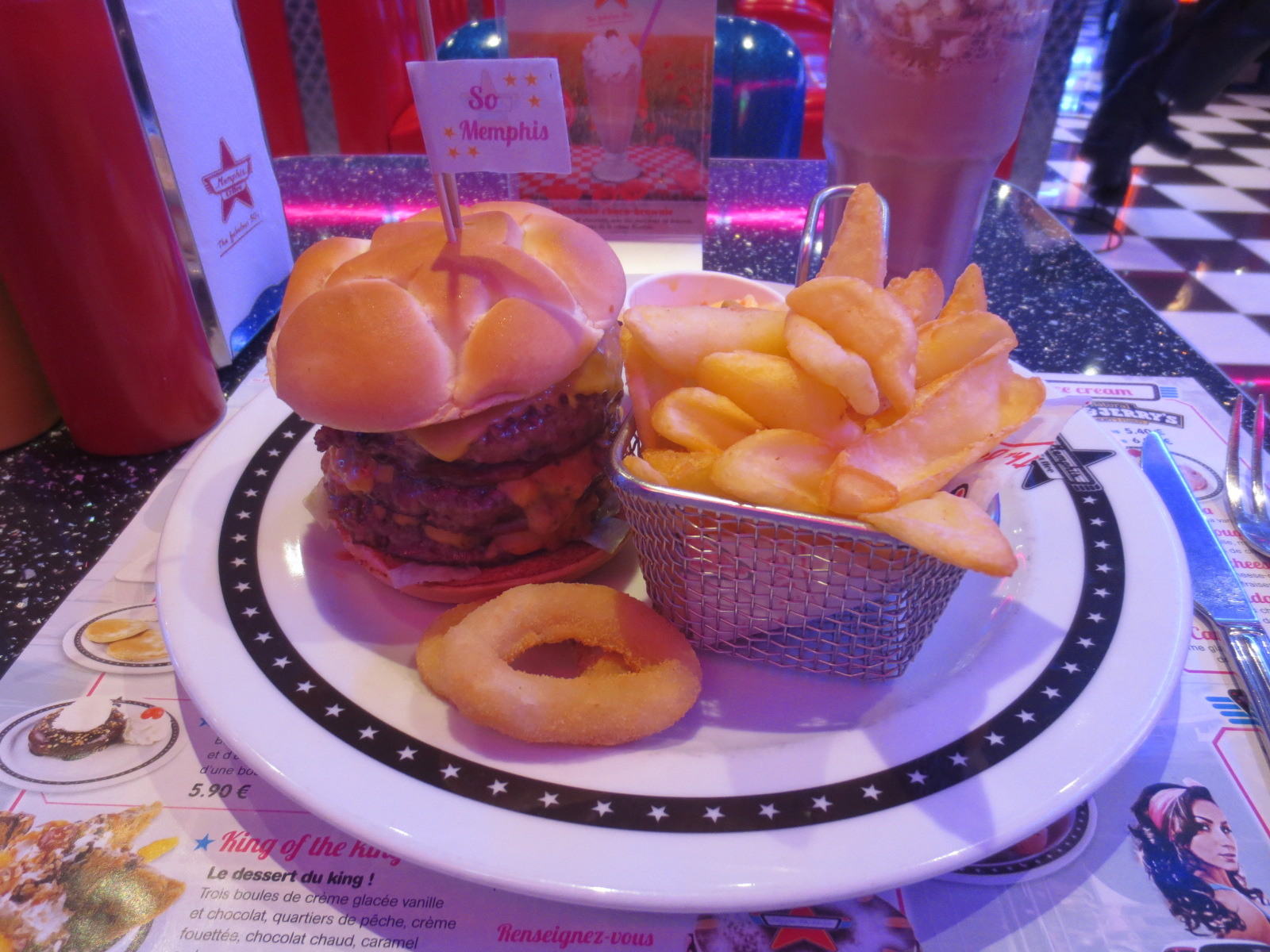
Memphis Coffee.
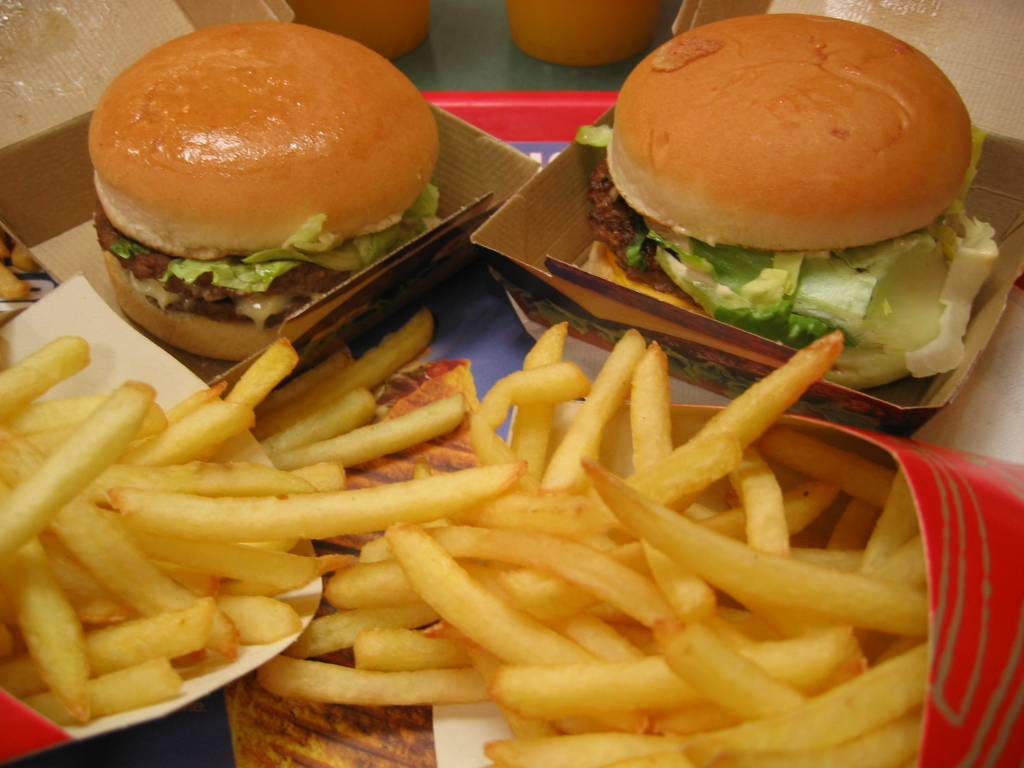
Quick.

### En France

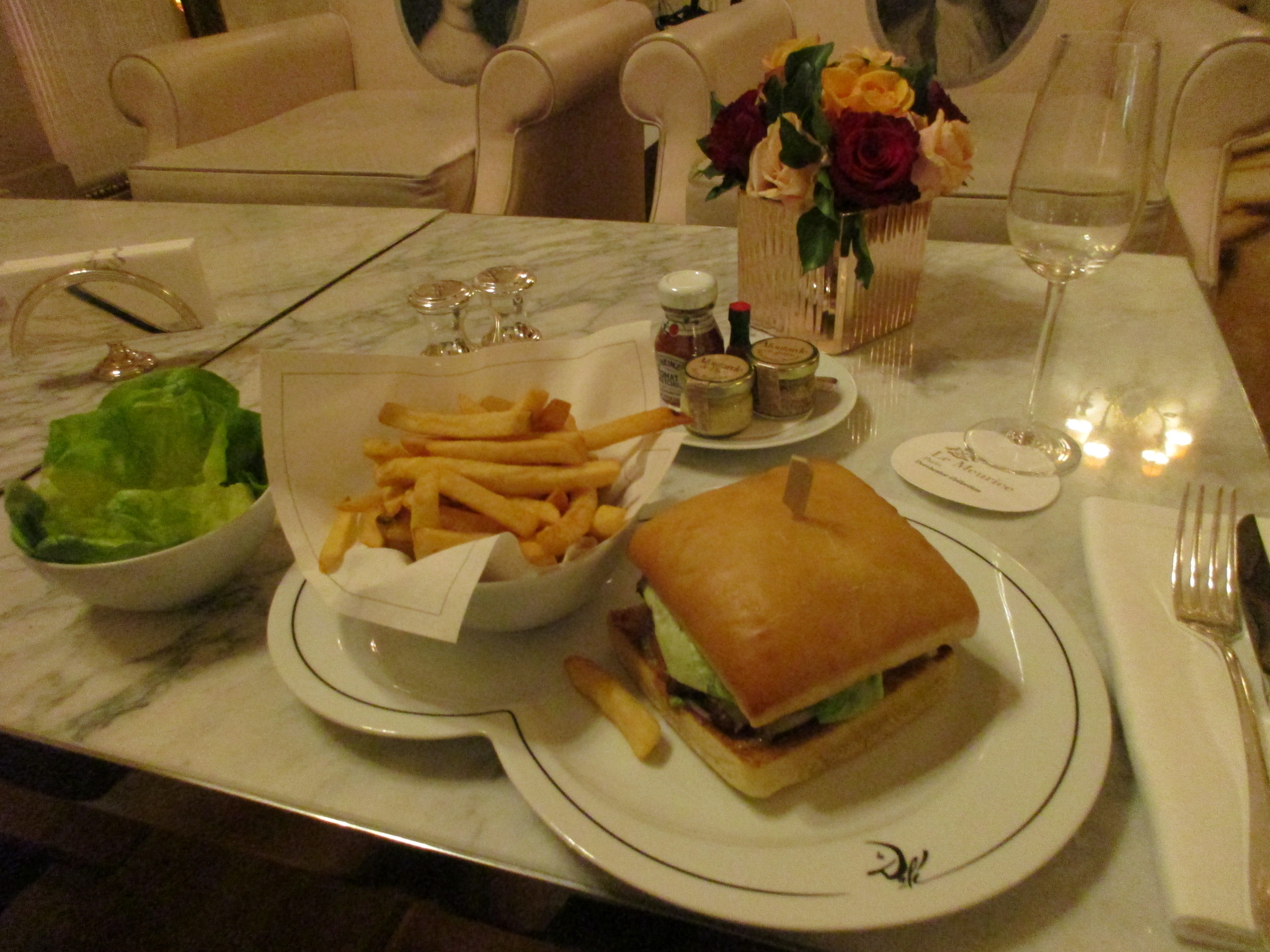
Burger pop art (en hommage à Andy Warhol) du restaurant gastronomique Le Dalí au Meurice à Paris (au bœuf de Kobe mariné).

En 1980, Burger King (créé en 1954 aux Etats-Unis) ouvre sa première franchise de restauration rapide français à Paris, sur l'avenue des Champs-Élysées. C'est également le moment où arrivent les restaurants de hamburgers Quick, Free Time et McDonald's (apparu en 1955 aux Etats-Unis) dans l'hexagone,. 
En 1988, la chaîne franco-belge Quick rachète les restaurants Free Time. Ils disparaissent définitivement du paysage français en 1992.
En 1997, Burger King quitte la France pour cause de faible rentabilité, en fermant 39 restaurants dont 23 franchisés. Les causes de cet échec seraient que trop peu de restaurants furent ouverts, ne bénéficiant pas d'économie d'échelle, et que Paris fut très privilégié par les ouvertures,.
En 2022, McDonald's France possède plus de 1 500 restaurants dans tout le pays, servant environ deux millions de repas chaque jour. Le restaurant des Champs-Élysées est le plus rentable au monde.
Le 11 novembre 2015, le Groupe Bertrand annonce officiellement que Burger King France rachète Quick. Burger King France devrait alors acquérir 419 nouveaux restaurants en France. En 2019, ils abandonnent cette initiative et en 2021, le groupe cède Quick à HIG Capital.
En 2012, selon une étude du cabinet NPD Group, les Français consomment 14 burgers en restauration par an et par personne, ce qui les place en quatrième position mondiale et en deuxième position en Europe, juste derrière les Britanniques. 
Cette étude révèle la propension du burger à sortir du périmètre de la restauration rapide vendant des burgers à bas prix pour se lancer dans les enseignes françaises de burger premium (Five Guys, Steak 'n Shake, Big Fernand) de type restauration traditionnelle.
La concurrence très rude pour s'imposer sur ce marché n'a fait que s'accroître avec les géants américains comme Burger King revenu en France depuis 2013, Steak'n Shake ouvre sa première franchise européenne à Cannes en mai 2014,ou encore la chaîne Five Guys, très populaire aux États-Unis, arrivée en France en 2016.
Selon une étude du cabinet Gira Conseil portant sur la consommation du hamburger en France en 2013, 75 % des restaurants traditionnels français (110 000 au total) proposent au moins un hamburger à leur carte et pour un tiers de ces restaurants, il est devenu le leader de la gamme de plat, devant l’entrecôte, les grillades ou les poissons.
En 2015, 1,23 milliard de sandwiches jambon-beurre ont été vendus en grande surface ou dans les boulangeries contre 1,19 milliard de hamburgers, ce qui permet au cabinet de prévoir que le jambon-beurre sera détrôné par le hamburger l'année suivante. En 2016, le hamburger est devenu le sandwich préféré des français devant le jambon-beurre et le pain pita.

## Aspect diététique

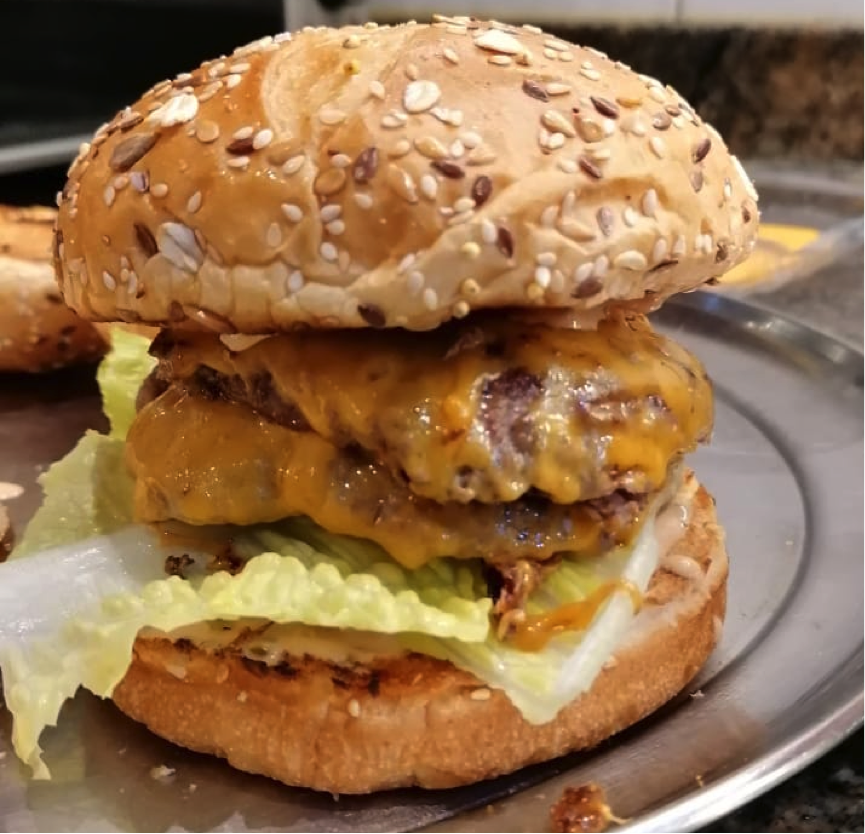
Hamburger fait maison à la manière de la chaine
In-N-Out Burger.

Comme le hot-dog (autre spécialité d'origine allemande), le hamburger est très calorique [réf. nécessaire].
Certaines chaînes de restauration rapide, vendant ce type de produit, se sont vues poursuivies en justice par des consommateurs devenus obèses, malades, ou par des familles de personnes ayant consommé de façon excessive ces produits[réf. souhaitée].
La composition d'un hamburger de fast-food est plus complexe que la recette originale [réf. nécessaire].
Par exemple, voici la composition partielle d'un hamburger chez McDonald's France selon McDonald's en 2015 :
- pain :
farine de blé enrichie, eau, sucre et/ou glucose-fructose, levure, huile végétale (soja et/ou canola), sel, sulfate de calcium, propionate de calcium, monoglycérides, enzymes, et peut contenir les ingrédients suivants en quantités variables : esters d'acides tartriques diacétylés des mono et diglycérides, BHT, stéaroyl 2 lactylate de sodium, amidon de blé, peroxyde de calcium, gluten de blé, levure inactive, sorbitol, dextrine, farine d'orge maltée, acide ascorbique, acide citrique, stéarate de calcium, iodate de calcium, dioxyde de silicium[30] ;
- viande de bœuf sous forme de steak haché 100 % pur bœuf (origine France (environ 51,27 %), Irlande, Pays-Bas, Italie). Le pourcentage de matière grasse n'est pas précisé[31] ;
- cornichons (sucrés-vinaigrés), oignons (sucrés-vinaigrés) ;
- moutarde douce (moutarde sucrée[32]), ketchup (sauce tomate sucrée et vinaigrée).

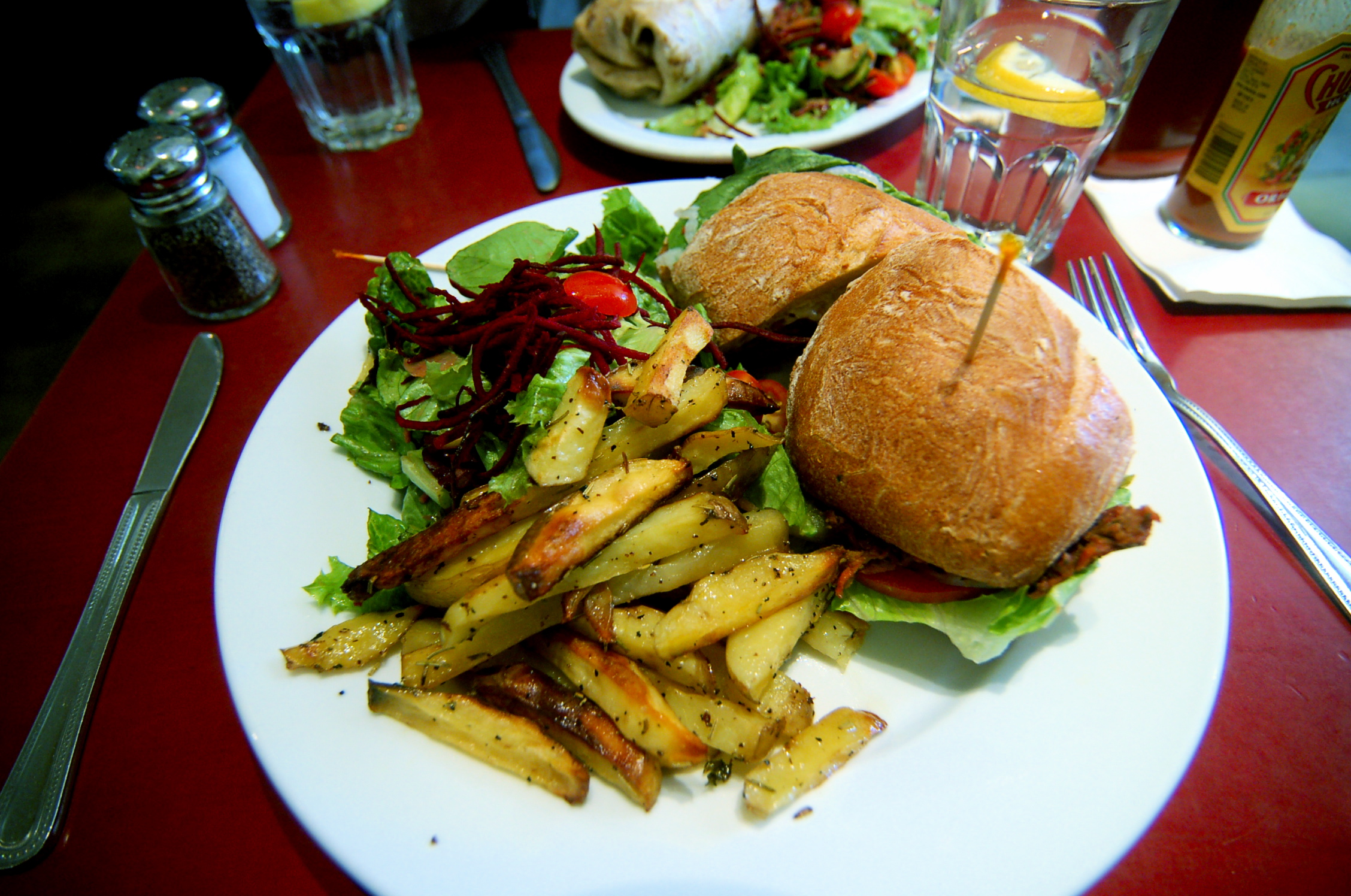
Hamburger végétarien.

## Ingrédients, variations
Les hamburgers sont aujourd'hui composés d'ingrédients beaucoup plus divers qu'autrefois. Hormis les hamburgers traditionnels avec un steak, on en trouve avec du fromage (cheeseburger), au poulet, au poisson, végétariens ou végétaliens. De nouveaux hamburgers plus excentriques sont créés. On peut trouver par exemple au Japon des hamburgers avec de la salade de choux et du riz.
Le parlement de l'Union européenne n'a pas jugé utile de distinguer les hamburgers carnés des hamburgers non carnés.
Une variante québécoise, l'interfromage, est composée du steak haché traditionnel auquel on ajoute des rondelles d'oignons que l'on remplit de fromage en grains, un ingrédient typique de la poutine.

### Quelques marques célèbres
- Quick
- Burger King
- Little Tavern
- Memphis Coffee
- McDonald's
- White Castle